# Stangea wandae
Stangea wandae är en kaprifolväxtart som beskrevs av Graebner och Tessendorff. Stangea wandae ingår i släktet Stangea och familjen kaprifolväxter. Inga underarter finns listade i Catalogue of Life.